# 이삼 (무신)
이삼(李森, 1667년~1735년)은 조선의 무신으로 자는 원백(遠伯)이다. 아버지는 감역을 지낸 사길(師吉)이다. 윤증(尹拯)의 문하에서 공부했으며, 힘과 담력이 뛰어나 병조판서 김구(金搆)의 권고로 무술을 연마하여 1705년(숙종 31) 무과에 급제했다.
1713년 청주목사를 거쳐, 1717년 평안병사로 재직중 친기위(親騎衛)의 인원을 500명 정도로 늘리자고 제안했다. 1719년 함경남도 병마절도사로서 봉수가 자주 끊기는 문제점을 들어 봉수제도의 개선을 주장했다. 신임사화가 일어났을 때 포장(捕將) 역할을 담당한 공로로 부사공신(扶社功臣) 1등이 되었으며, 사직·총융사·어영대장 등을 지냈다. 영조가 즉위한 뒤 노론이 정권을 장악하자 1725년 경상도 곤양에 유배되었다.
1727년 정미환국 후 소론이 정권을 장악하자 훈련대장이 되어, 서관(西關)은 타도와 달리 중요한 지역이니 병사를 수시로 방문케 함으로써 각 읍이 군병을 빌려와 대점(代點)하거나 순점(巡點)이 끝나면 군정을 포기하는 폐단을 시정하자고 했다. 1728년 이인좌(李麟佐)의 난이 일어났을 때 성문을 잘 지킨 공로로 분무공신 2등이 되고 함은군(咸恩君)에 봉해졌다.
1729년 특진관으로서 납속(納粟)의 무리들이 호적 안에 통정(通政)이나 절충(折衝)이라고 쓰고 신역을 면제받으려 하니 앞으로 납속임을 쓰지 않는 자는 무거운 형률로 다스리자고 했다. 그뒤 병조판서와 공조판서 등을 역임했다. 저서로 〈관서절요 關西節要〉가 있다.